# Olli Schulz

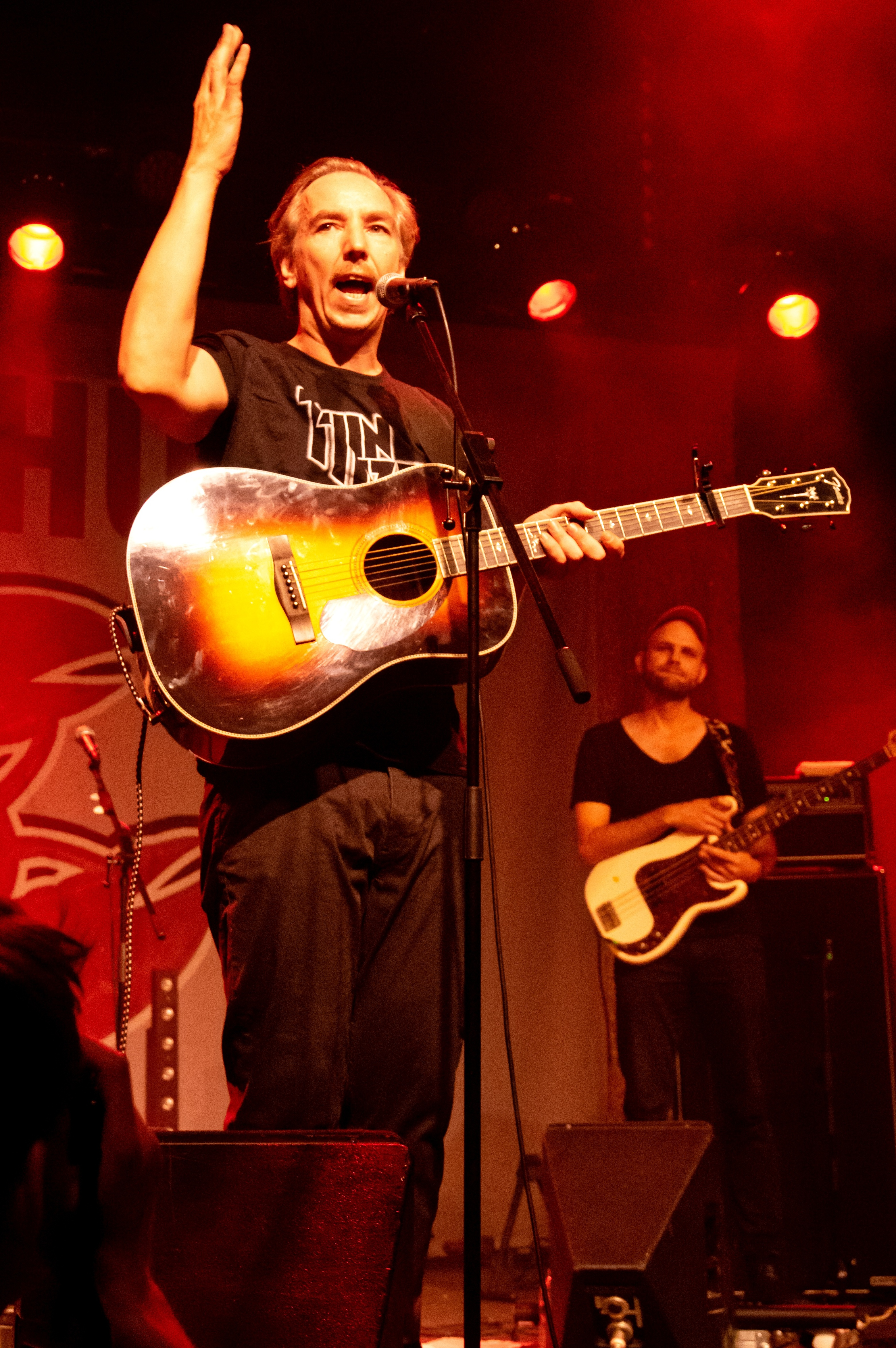
Olli Schulz auf dem ZMF 2018 in Freiburg

Oliver Marc „Olli“ Schulz (* 15. Oktober 1973 in Hamburg) ist ein deutscher Singer-Songwriter, Podcaster, Schauspieler und Moderator. Bekannt wurde er als Sänger und Gitarrist der Indie-Rock-Gruppe Olli Schulz und der Hund Marie sowie als Sidekick für Joko und Klaas in deren Fernsehsendungen neoParadise und Circus HalliGalli. Außerdem moderiert er seit 2016 zusammen mit dem Satiriker Jan Böhmermann den Podcast Fest & Flauschig auf Spotify (zuvor Sanft & Sorgfältig zwischen 2012 und 2016 auf Radio Eins).
Im Februar 2024 erzielte er durch sein Album Vom Rand der Zeit mit dem Einstieg auf Platz 1 in die deutschen Albumcharts seinen bisher größten kommerziellen Erfolg als Musiker.

## Leben
Olli Schulz wuchs bis zu seinem neunten Lebensjahr bei seinen Urgroßeltern, danach bei seinen Eltern in Hamburg auf. Er arbeitete als junger Erwachsener lange Zeit als Stagehand und Roadie für verschiedene nationale und internationale Künstler. Ein Studium der Medienwissenschaften an der Hanseatischen Akademie für Marketing und Medien brach er ab. Schulz ist geschieden. Er lebte in Berlin-Grunewald. Schulz ist Vater einer Tochter und eines Sohnes.

### Karriere als Musiker

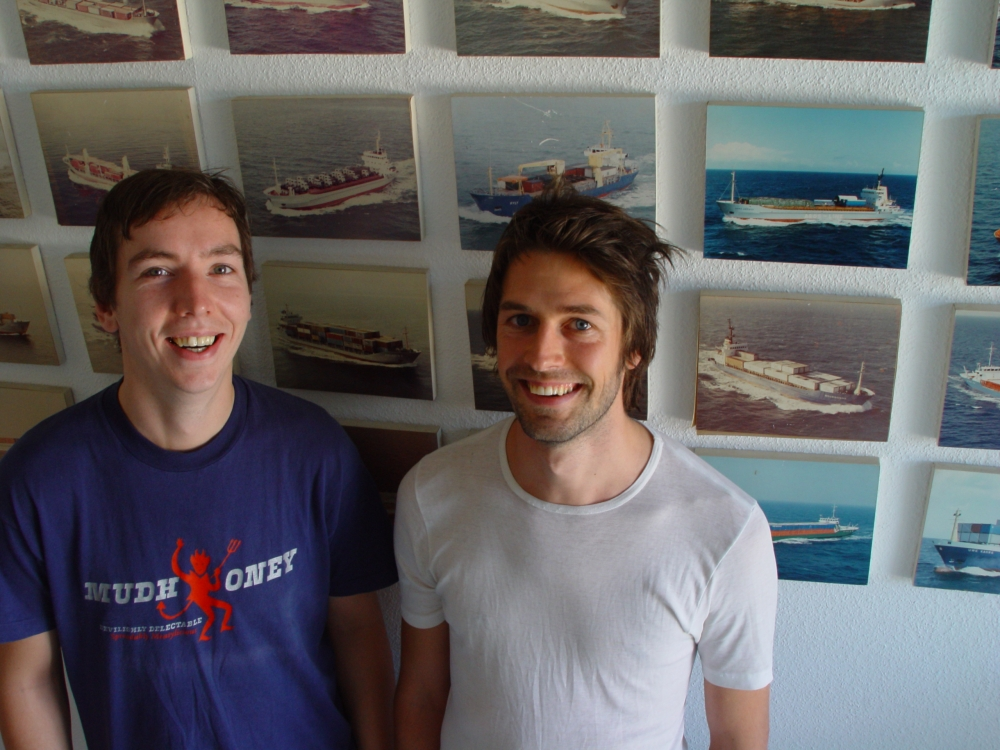
Schulz (links) und Max Schröder als Olli Schulz und der Hund Marie (2003)

Olli Schulz schrieb bereits als Jugendlicher seine ersten Songs. Sein langjähriger Freund Marcus Wiebusch, Frontmann der Band Kettcar und Mitbesitzer des Labels Grand Hotel van Cleef überzeugte Schulz, auf diesem Label eine Platte herauszubringen. Zusammen mit seinem Freund Max Schröder veröffentlichte er 2003 als Olli Schulz und der Hund Marie das Album Brichst du mir das Herz, dann brech’ ich dir die Beine. 2005 erschien Das beige Album, im Jahr darauf bereits das dritte Album Warten auf den Bumerang, für das die Gruppe zu EMI wechselte.
Unter dem Pseudonym Bibi McBenson veröffentlichte Olli Schulz einige Lieder, so Backstage Baby auf der Single Jetzt gerade bist du gut und ein Album, das als Warten auf den Bumerang auf diversen Tauschbörsen im Internet veröffentlicht wurde. Unter dem gleichen Titel veröffentlichten zeitgleich Olli Schulz und der Hund Marie ihr drittes Album. Schulz trat gelegentlich auch auf Konzerten als Bibi McBenson auf. Dieser gründete mit Dennis Becker (Tomte, Olli Schulz und der Hund Marie), Thorsten „Nagel“ Nagelschmidt (Muff Potter) und Rasmus Engler (Gary) auch eine Bibi McBenson-Band, die 2006 ein angebliches Reunion-Konzert in Wien spielte. Dieser Auftritt wurde für die Dokumentation Bibi Is Back aufgenommen, die im Vorprogramm zu Schulz’ Tour Ein Abend mit Olli Schulz Anfang 2010 präsentiert wurde.

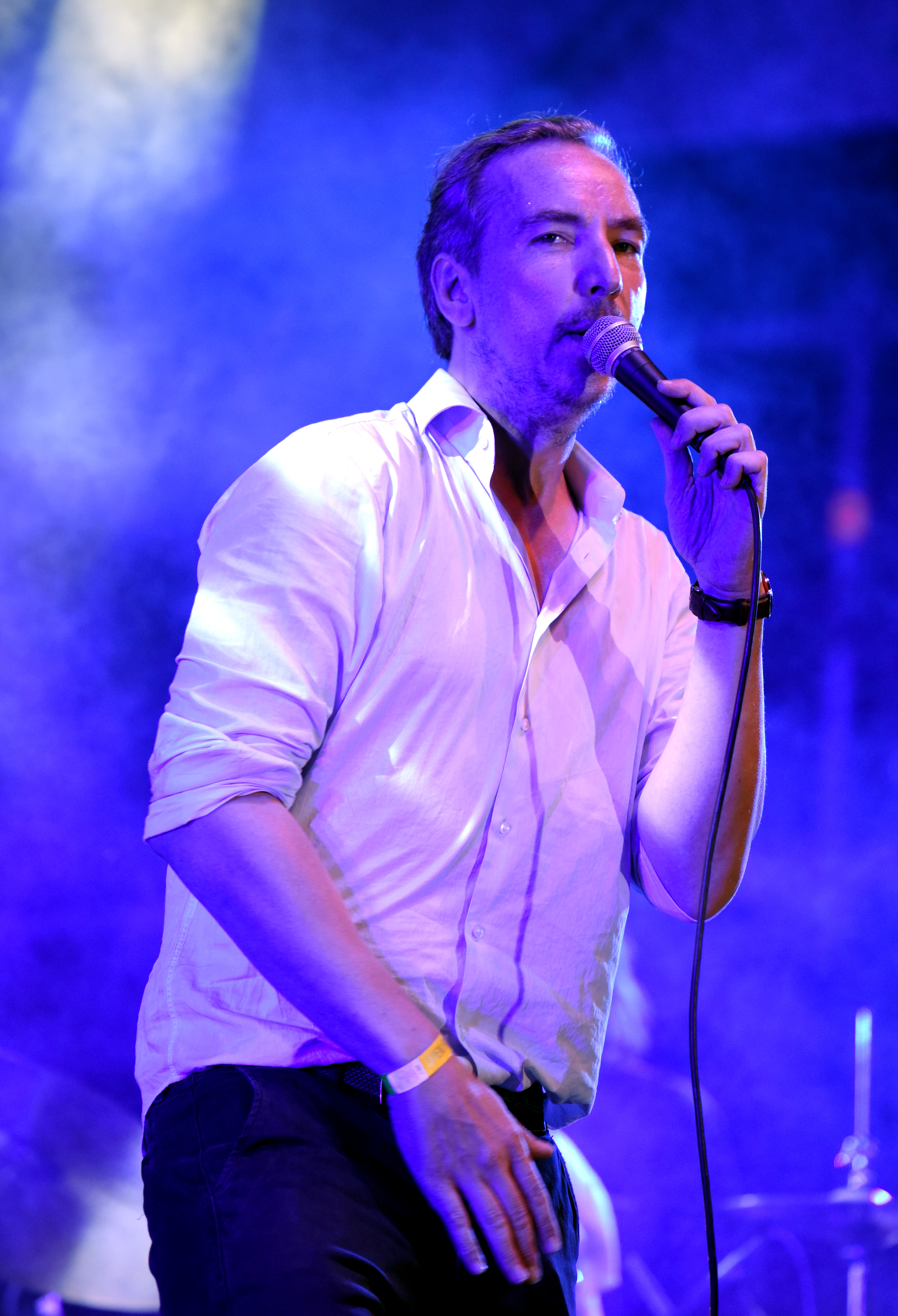
Olli Schulz (2015)

Da Max Schröder mittlerweile festes Mitglied bei Tomte war, trat Olli Schulz ab 2005 zunehmend auch alleine auf. Auch sein viertes Album, Es brennt so schön, nahm er als Solokünstler auf. Die Musiker planten zwischenzeitlich, ihre Zusammenarbeit als Olli Schulz und der Hund Marie 2010 mit einem neuen Album fortzusetzen, was aber nicht realisiert wurde.
Im Vorfeld der Veröffentlichung von Es brennt so schön trat Olli Schulz im Februar 2009 beim Bundesvision Song Contest mit dem Song Mach den Bibo für Hamburg an und belegte den fünften Platz. Mit diesem Lied erreichte er auch erstmals einen Eintrag in den deutschen Singlecharts.
Für das Silvesternacht-Hörspiel übernacht der Lauscherlounge von Johanna Steiner schrieb und sang er 2011 das Abschlusslied Die Welt hat Geburtstag. Bereits 2010 begann Schulz mit den Aufnahmen zu seinem insgesamt fünften Album, welches am 16. März 2012 unter dem Titel SOS – Save Olli Schulz veröffentlicht wurde und Platz 32 in den Charts erreichte.
2014 nahm Schulz gemeinsam mit einer Band um Gisbert zu Knyphausen (Bass), Arne Augustin (Klavier, Keyboards) und Ben Lauber (Schlagzeug) in den Berliner Hansa-Tonstudios ein neues Studioalbum auf. Das Album mit dem Titel Feelings aus der Asche erschien am 9. Januar 2015 und stieg auf Platz vier in die deutschen Albumcharts ein.

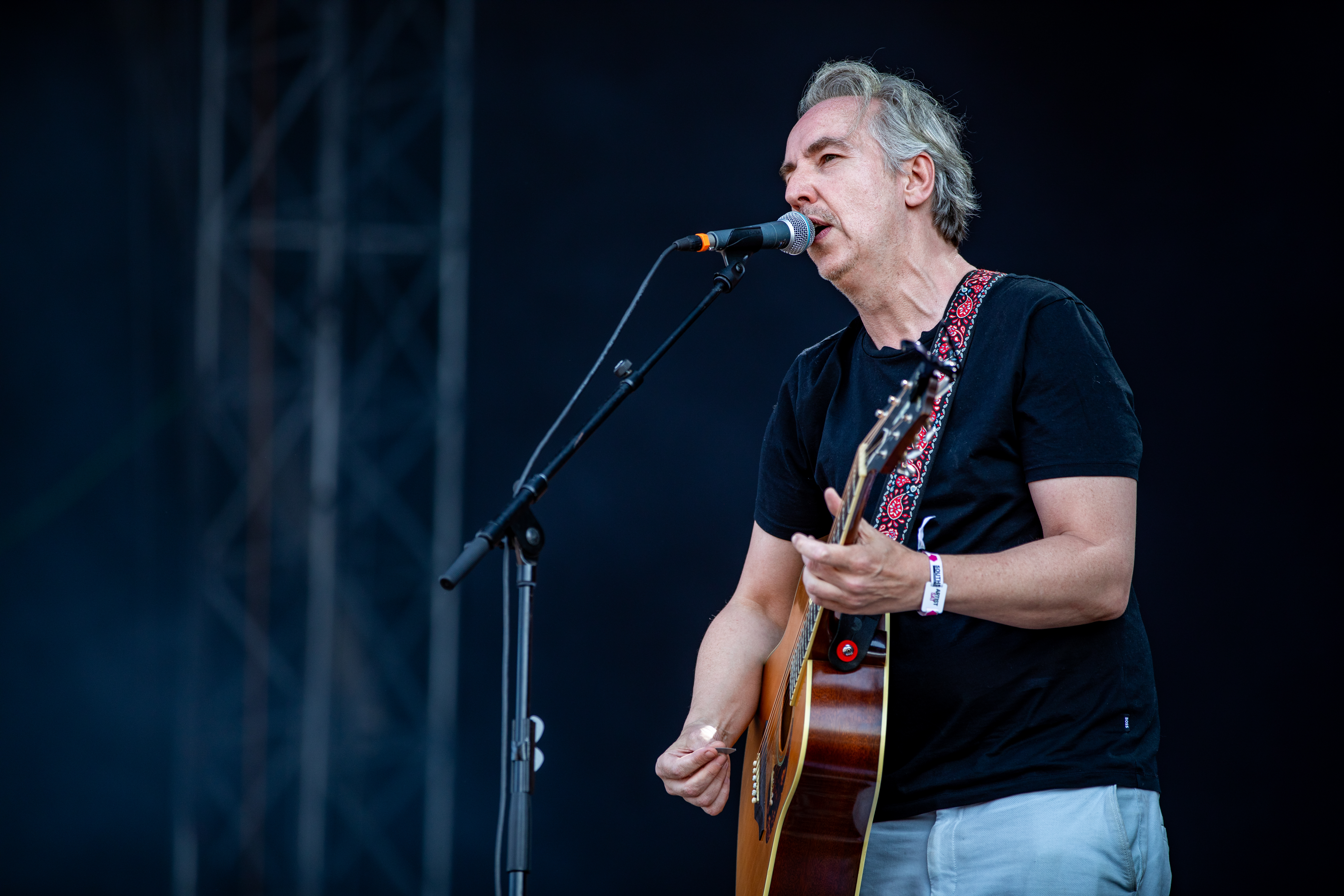
Olli Schulz & Band beim Southside Festival 2025

2018 erschien sein Soloalbum Scheiß Leben, gut erzählt. Seitdem ist Isa Poppensieker als Bassistin dabei.
2019 hatte Schulz zusammen mit Jan Böhmermann einen Gastauftritt im Deichkind-Song Quasi.
2020 erschien Schulz’ Version des Selig-Klassikers Die Besten auf deren Jubiläumsalbum Selig macht: Selig.
2024 erschien sein Album Vom Rand der Zeit, welches auf Platz eins in die deutschen Albumcharts einstieg.

### Tätigkeiten im Rundfunk

#### Hörfunk
Auf dem Hörfunksender Fritz des rbb hatte Olli Schulz von Ende 2005 bis Anfang 2008 eine Kolumne mit dem Titel Ein Schulz – ein Song, die auch als Podcast erschien. Dort spielte er wöchentlich einen kurzen Song zu einem bestimmten Thema, häufig inspiriert durch seine Zuhörer. Einige dieser Songs übernahm Schulz auch in sein reguläres Repertoire.
Von Juli bis Dezember 2009 moderierte Schulz für einige Monate als Vertretung der Moderatorin Patricia Pantel die wöchentliche Talk-Sendung You FM Nightline beim Radiosender You FM.
Des Weiteren moderierte Schulz zwischen September 2012 und April 2016 auf Radio Eins (RBB) jeden Sonntag mit Jan Böhmermann eine Radiosendung mit dem Namen Sanft & Sorgfältig. Zuvor hatte er jede zweite Woche sonntags eine Radiosendung mit Joko Winterscheidt namens 16 und Zwei moderiert, die im März 2013 endete. Vom 25. Mai 2014 bis zum 3. April 2016 wurde Sanft & Sorgfältig sonntags neben Radio Eins von fünf weiteren Radiostationen – Bremen Vier, Dasding (SWR), N-Joy (NDR), Puls (BR) und You FM (hr) – ausgestrahlt. Laut ARD hatte Sanft & Sorgfältig „einen Spitzenplatz unter den Podcasts in Deutschland“. Nach der Einstellung von Sanft & Sorgfältig stiegen Schulz und Böhmermann auf den Streamingdienst Spotify um, wo seit Mai 2016 der Podcast Fest & Flauschig läuft. Der Podcast gehört zu den weltweit meistgestreamten Podcasts auf Spotify.
Gemeinsam mit dem Satiriker Jan Böhmermann kommentierte er seit 2023 das Finale des Eurovision Song Contest für den ORF-Radiosender FM4.

#### Fernsehen
Im Oktober 2009 lud Schulz Prominente zu seiner eigenen Talkshow Bei Olli im NDR Fernsehen ein. Die Sendung wurde jedoch nicht fortgesetzt, nach Aussage von Olli Schulz hat der Sender sich nicht wieder bei ihm gemeldet, er gehe daher davon aus, dass keine weiteren Folgen produziert werden.
Ab 2011 trat er regelmäßig in der Fernsehsendung neoParadise, die auf ZDFneo ausgestrahlt wurde, auf, unter anderem mit seiner Rubrik „Erotik aus Deutschland“. Er war fester Bestandteil der inzwischen eingestellten Show und führte u. a. auch die Rolle als Charles Schulzkowski ab Februar 2013 in der Nachfolgesendung Circus HalliGalli auf ProSieben fort. Aus seinen regelmäßigen Auftritten mit Joko Winterscheidt und Klaas Heufer-Umlauf entstand auch der Rangel Song, der es in die Top 30 der deutschen Musikcharts – und Platz 1 der deutschen iTunes-Charts schaffte. Zudem moderierte er das Special Joko gegen Klaas – Die härtesten Duelle um die Welt, das am 15. März 2014 auf ProSieben ausgestrahlt wurde.
Ende August 2013 wurde von ProSieben unter dem Titel Schulz in the Box die Pilotfolge einer eigenen Sendung mit Schulz ausgestrahlt. Die erste Folge dieses Sendeformates rief in den Medien positive Kritiken hervor. Besonders die Idee des Formates, aber auch Schulz selber wurde sehr gelobt. Weitere Folgen wurden in der Winterpause von Circus HalliGalli im Februar 2014 ausgestrahlt. Die Serie wurde 2014 in der Kategorie „Dokutainment“ für den Deutschen Fernsehpreis nominiert. 2014 drehte Schulz weitere Folgen und kündigte im Anschluss an, sich in Zukunft wieder verstärkt auf seine Musikkarriere zu konzentrieren. Nach Ausstrahlung der letzten Folgen mit Olli Schulz wurde das Konzept der Sendung als In the Box noch für vier Folgen mit wechselnden Prominenten fortgeführt.
Im Januar 2016 spielte Schulz in den Folgen Freunde und Rebellen der Serie Der Tatortreiniger mit. Weiterhin ging Olli Schulz vom 10. Januar 2016 bis zum 3. Dezember 2017 zusammen mit Jan Böhmermann bei ZDFneo mit der Talkshow Schulz & Böhmermann auf Sendung.
Der im Dezember 2016 im NDR ausgestrahlte Jahresrückblick Herr Strunk, Herr Schulz und das Jahr 2016, für den Schulz mit Heinz Strunk vor der Kamera stand, wurde für den Grimme-Preis in der Kategorie Unterhaltung nominiert.
2019 war Schulz Gastgeber in der NDR-Sendereihe Die Geschichte eines Abends. Er besuchte in dieser Sendung vier alte Menschen in einem Hamburger Seniorenheim, um mit ihnen über das Leben und Altern zu sprechen.

### Weitere Projekte

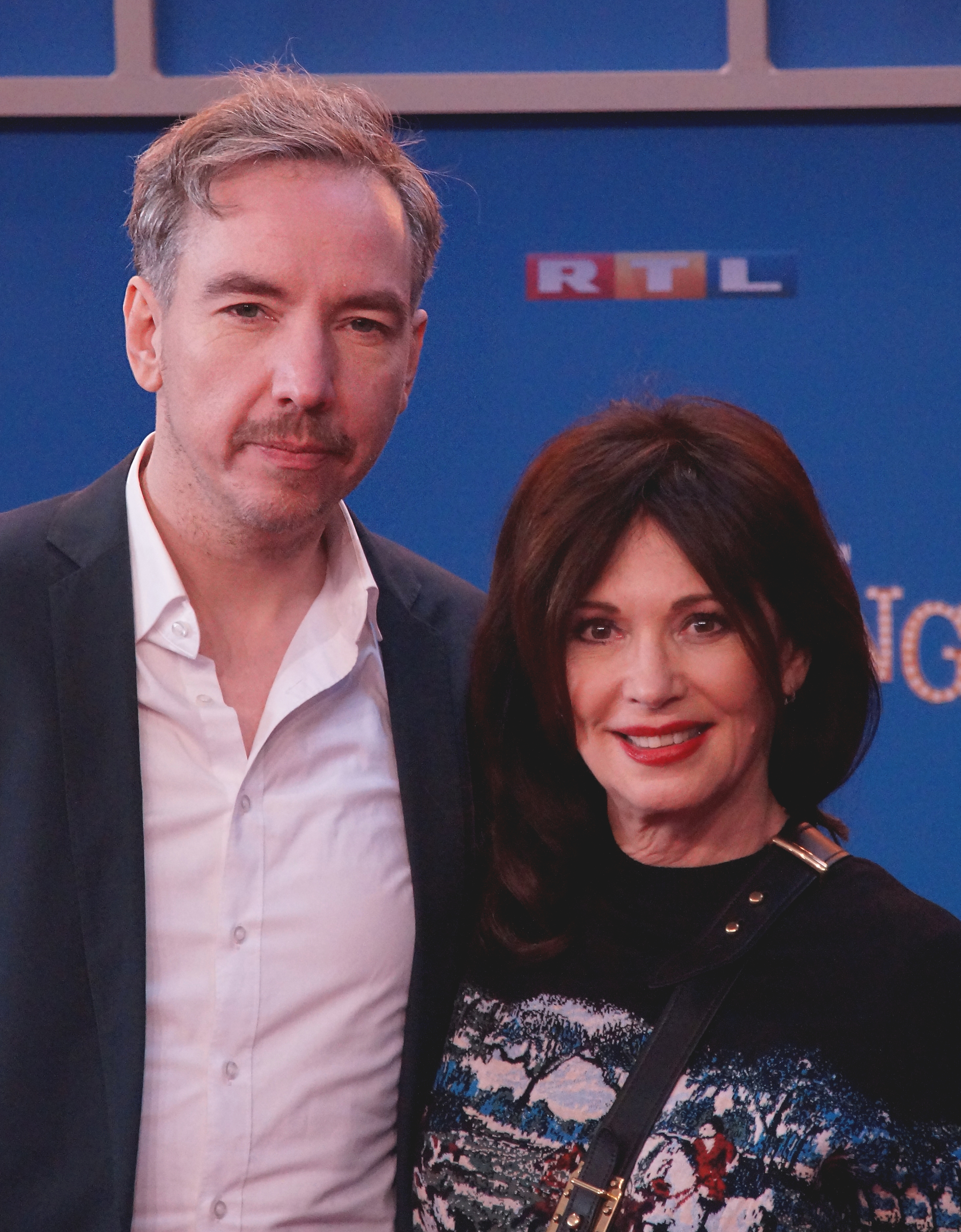
Schulz und Iris Berben bei der Europa-Premiere des Animationsfilms Sing im November 2016 im Kölner Cinedom

Im Herbst 2008 ging Olli Schulz auf eine Lesetour mit dem Titel Rock ’n’ Roll verzeiht Dir nichts, bei der er mehrere kleine Geschichten von seinen Erlebnissen als Plattenverkäufer, Stagehand und Tourbegleiter darbot. Diese Geschichten sollten 2010 als Buch unter dem Titel Horseworld erscheinen.
2013 beteiligte er sich am Märchen-Projekt Es war einmal und wenn sie nicht und las Rapunzel für diese Doppel-CD ein.
Seit 2012 unterstützt Olli Schulz die Hamburger Benefizaktion „Kicken mit Herz“ als Kicker im Team der Hamburg Allstars.
Sein Schauspieldebüt gab Olli Schulz im Dezember 2014 im Kinofilm Bibi & Tina: Voll verhext!, in dem er den Bösewicht Angus Naughty spielt.
Im August 2016 erschien der Film Antonio, ihm schmeckt’s nicht!, in dem Schulz an der Seite von Christian Ulmen mitspielt. Außerdem wirkte Schulz am im Dezember desselben Jahres veröffentlichten Computeranimationsfilm Sing als Synchronsprecher der Figur Eddie mit.
Im Jahre 2017 sprach Olli Schulz die Rolle des Restaurantmanagers in der Folge Schmeiß Opa aus dem Zug (Staffel 3, Folge 5, deutsche Version) der US Zeichentrick-Serie Rick and Morty.
2018 übernahm Olli Schulz zusammen mit Fynn Kliemann das Hausboot des im Juni 2017 verstorbenen Sängers Gunter Gabriel, das nach Umbau als Studio für kleine Musik- und Fernsehproduktionen verwendet werden soll. Im März 2021 erschien die vierteilige Dokureihe Das Hausboot, die den Umbau des Hausbootes begleitet, auf Netflix. Der Musiker und Moderator steht in enger Beziehung zu Fynn Kliemann und Jan Böhmermann. Das ZDF Magazin Royale veröffentlichte im Mai 2022 einen Beitrag zu Kliemanns Geschäften mit angeblich „fair“ produzierten Schutzmasken. Fynn Kliemann und Olli Schulz waren Geschäftsführer einer gemeinsamen GmbH, Floß weg hier 111, welche dem Firmenimperium von Kliemann zugeordnet wurde. Das Hausboot wurde von Kliemanns Unternehmen LDGG Immobilien GmbH  vermietet. 2024 verkauften Schulz und Kliemann das Boot an Rick Zabel.
Im Jahr 2021 war Schulz, zusammen mit Nora Tschirner, in einer Episode des Kinderhörspiels TKKG als Diebespaar zu hören.

## Filmografie

### Fernsehshows
- 2009: Bei Olli, NDR
- 2011–2013: neoParadise, ZDFneo
- 2012, 2019: NDR Talkshow, NDR
- 2013–2017: Circus HalliGalli, ProSieben
- 2013–2015: Schulz in the Box, ProSieben
- 2014: Joko gegen Klaas – Die härtesten Duelle um die Welt, ProSieben
- 2016–2017: Schulz & Böhmermann, ZDFneo zusammen mit Jan Böhmermann
- 2016: Zimmer frei!, Folge 685, WDR
- 2016: extra 3: 40 Jahre – Die Satiregala, NDR
- 2016: My Idiot Friend, Pilotfolge, ProSieben
- 2017: Neo Magazin Royale, Folge 70, ZDFneo
- 2019: Die Geschichte eines Abends, NDR
- 2022: Wer stiehlt mir die Show?, ProSieben

### Hörfunk-Moderationen
- 2005–2009: Ein Schulz – ein Song, Kolumne auf Fritz/RBB
- 2009: YOU FM Nightline, You FM/hr
- 2011: Olli Schulz on Tour, Radio Eins/RBB
- 2011–2014: 16 und Zwei, Radio Eins (zusammen mit Joko Winterscheidt)
- 2012: Joko und Klaas mit Olli und Jan, Radio Eins (zusammen mit Jan Böhmermann)
- 2012–2016: Sanft & Sorgfältig, Radio Eins, N-Joy/NDR, Bremen Vier, Puls/BR, You FM, Dasding/SWR[45] (zusammen mit Jan Böhmermann)
- 2023–2025: Eurovision Song Contest (FM4 vom ORF) zusammen mit Jan Böhmermann[46]

### Podcast
- Seit 2016: Fest & Flauschig, Spotify (zusammen mit Jan Böhmermann)
- Seit 2020: Der große Olli Schulz Adventskalender, Spotify (je 24 Folgen)

### Videos
- 2012: SOS – Showman Olli Schulz – Live

### Filme
- 2014: Bibi & Tina: Voll verhext!
- 2016: Antonio, ihm schmeckts nicht!
- 2016: Sing (Stimme von Eddie)
- 2017: Mann im Spagat – Pace, Cowboy, Pace
- 2017: Jürgen – Heute wird gelebt
- 2017: Ellas Baby
- 2017: Hausbau mit Hindernissen, ARD (Rolle: Installateur)
- 2017: Sharknado 5: Global Swarming – Nebenrolle als Demonstrant

### Fernsehserien
- 2014: Dittsche (Folge 196 als Pferdebesitzer)
- 2015: Comedy Rocket (1 Episode)
- 2016–2018: Der Tatortreiniger, NDR (Folgen Freunde und Rebellen)
- 2019: How to Sell Drugs Online (Fast), Netflix (Folge Score Big or Don't Score at All)
- 2021: Das Hausboot, Netflix (vierteilige Doku mit Fynn Kliemann)
- 2021: Dittsche (Folge 261, mit Jan Böhmermann)
- 2021: Sound of Germany – eine Road-Show mit Olli Schulz, NDR (dreiteilige Doku-Reihe)[47]
- 2023: German Genius (Serie, Folge 2)
- 2023: Jerks. (Folge 43, Gastauftritt)
- 2023: Last Exit Schinkenstraße, Prime Video von und mit Heinz Strunk

## Diskografie

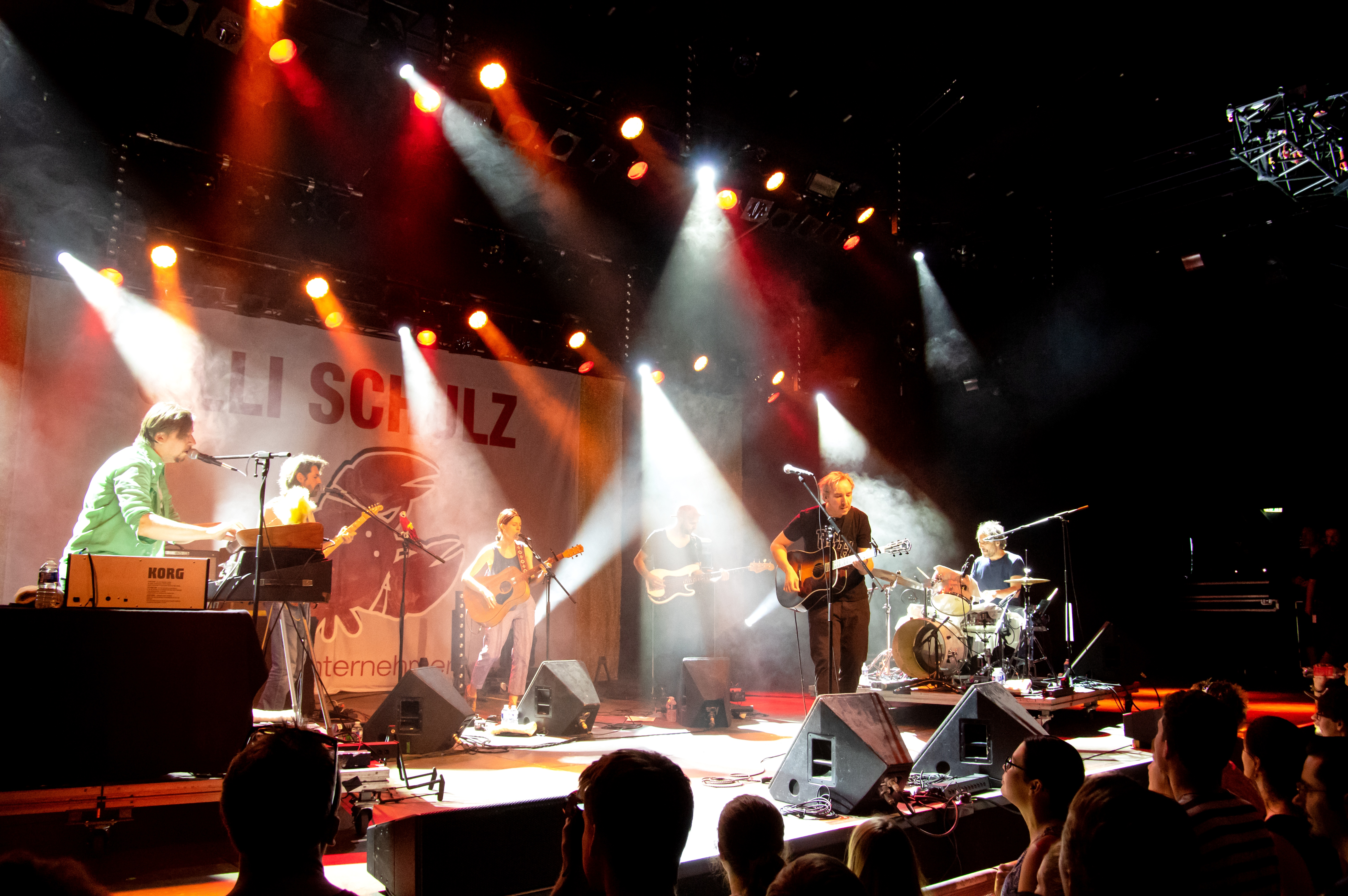
ZMF 2018

Studioalben

| Jahr                             | Titel Musiklabel                                                                       | Höchstplatzierung, Gesamtwochen, AuszeichnungChartplatzierungen (Jahr, Titel, Musiklabel, Platzierungen, Wochen, Auszeichnungen, Anmerkungen) | Höchstplatzierung, Gesamtwochen, AuszeichnungChartplatzierungen (Jahr, Titel, Musiklabel, Platzierungen, Wochen, Auszeichnungen, Anmerkungen) | Höchstplatzierung, Gesamtwochen, AuszeichnungChartplatzierungen (Jahr, Titel, Musiklabel, Platzierungen, Wochen, Auszeichnungen, Anmerkungen) | Anmerkungen                             |
| Jahr                             | Titel Musiklabel                                                                       | DE | AT | CH | Anmerkungen                             |
| -------------------------------- | -------------------------------------------------------------------------------------- | --- | --- | --- | --------------------------------------- |
| als Olli Schulz & Der Hund Marie |                                                                                        | | | |                                         |
|                                  |                                                                                        | | | |                                         |
| 2003                             | Brichst Du mir das Herz, dann brech’ ich Dir die Beine! Grand Hotel van Cleef (Indigo) | — | — | — | Erstveröffentlichung: 3. November 2003  |
| 2005                             | Das beige Album Grand Hotel van Cleef (Indigo)                                         | DE97 (1 Wo.)DE | — | — | Erstveröffentlichung: 27. Juni 2005     |
| 2006                             | Warten auf den Bumerang EMI Music (EMI)                                                | DE71 (1 Wo.)DE | — | — | Erstveröffentlichung: 16. November 2006 |
| als Olli Schulz                  |                                                                                        | | | |                                         |
|                                  |                                                                                        | | | |                                         |
| 2009                             | Es brennt so schön Columbia Records (Sony)                                             | DE46 (1 Wo.)DE | — | — | Erstveröffentlichung: 13. März 2009     |
| 2012                             | SOS – Save Olli Schulz Trocadero Records (Indigo)                                      | DE32 (1 Wo.)DE | — | — | Erstveröffentlichung: 16. März 2012     |
| 2015                             | Feelings aus der Asche Trocadero Records (Indigo)                                      | DE4 (10 Wo.)DE | AT31 (1 Wo.)AT | — | Erstveröffentlichung: 9. Januar 2015    |
| 2018                             | Scheiß Leben, gut erzählt Trocadero Records (Indigo)                                   | DE6 (2 Wo.)DE | AT40 (1 Wo.)AT | CH97 (1 Wo.)CH | Erstveröffentlichung: 2. Februar 2018   |
| 2024                             | Vom Rand der Zeit Vertigo Records (UMG)                                                | DE1 (3 Wo.)DE | AT33 (1 Wo.)AT | CH30 (1 Wo.)CH | Erstveröffentlichung: 9. Februar 2024   |

## Auszeichnungen
- 2015: Quotenmeter-Fernsehpreis als bester Moderator für Schulz in the Box[48]
- 2017: Auszeichnung der Deutschen Akademie für Fernsehen im Bereich Fernsehunterhaltung für Schulz & Böhmermann
- 2020: Seh-Stern für die beste Moderation, NDR-interne Auszeichnung für die 8. Folge von Die Geschichte eines Abends[49]
- 2024: Auszeichnung für über 500 Millionen Streams von Fest & Flauschig bei Spotify[50]